# Правительство Разла
Правительство Станислава Разла (чеш. Vláda Stanislava Rázla) — 1-е правительство Чешской Социалистической Республики в составе ЧССР во главе с бывшим министром химической промышленности ЧССР Станиславом Разлом. Было приведено к присяге 8 января 1969 года.

## Общие сведения
Правительство возникло в январе 1969 года после федерализации Чехословакии и создания Чешской Социалистической Республики и Словацкой Социалистической Республики.

## Состав кабинета
| Министерство (должность)                          | Имя               | Начало полномочий | Конец полномочий | Партия | Партия |
| Председатель Правительства                        | Станислав Разл    | 8 января 1969     | 29 сентября 1969 |        | KSČ    |
| Вице-председатель                                 | Антонин Червинка  | 8 января 1969     | 29 сентября 1969 |        | KSČ    |
| Вице-председатель                                 | Ладислав Адамец   | 8 января 1969     | 29 сентября 1969 |        | KSČ    |
| Министерство планирования                         | Драгомир Дворжак  | 8 января 1969     | 29 сентября 1969 |        | KSČ    |
| Министерство финансов                             | Леополд Лер       | 8 января 1969     | 29 сентября 1969 |        | KSČ    |
| Министерство труда и социальных дел               | Франтишек Томан   | 8 января 1969     | 29 сентября 1969 |        | ČSL    |
| Министерство строительства и технологий           | Карел Лёбл        | 8 января 1969     | 29 сентября 1969 |        | ČSS    |
| Министерство образования                          | Вилибалд Бездичек | 8 января 1969     | 27 августа 1969  |        | KSČ    |
| Министерство образования                          | Яромир Грбек      | 27 августа 1969   | 29 сентября 1969 |        | KSČ    |
| Министерство культуры                             | Мирослав Галушка  | 8 января 1969     | 10 июля 1969     |        | KSČ    |
| Министерство культуры                             | Милослав Бружек   | 10 июля 1969      | 29 сентября 1969 |        | KSČ    |
| Министерство молодёжи и спорта                    | Эмануэл Босак     | 8 января 1969     | 29 сентября 1969 |        | KSČ    |
| Министерство здравоохранения                      | Владислав Влчек   | 8 января 1969     | 29 сентября 1969 |        | ČSL    |
| Министерство юстиции                              | Вацлав Грабал     | 8 января 1969     | 29 сентября 1969 |        | ČSS    |
| Министерство внутренних дел                       | Йозеф Гроссер     | 8 января 1969     | 29 сентября 1969 |        | KSČ    |
| Министерство промышленности                       | Франтишек Чигак   | 8 января 1969     | 29 сентября 1969 |        | KSČ    |
| Министерство строительства                        | Франтишек Томан   | 8 января 1969     | 29 сентября 1969 |        | ČSL    |
| Министерство сельского хозяйства и продовольствия | Йозеф Черны       | 8 января 1969     | 29 сентября 1969 |        | KSČ    |
| Министерство лесного и водного хозяйства          | Ладислав Грузик   | 8 января 1969     | 29 сентября 1969 |        | KSČ    |
| Министерство транспорта                           | Йозеф Стары       | 8 января 1969     | 29 сентября 1969 |        | KSČ    |
| Министр почты и телекоммуникаций                  | Ружена Урбанкова  | 8 января 1969     | 29 сентября 1969 |        | KSČ    |
| Министерство торговли                             | Милослав Когоутек | 8 января 1969     | 29 сентября 1969 |        | KSČ    |

### Министры без портфеля
| Министерство (должность) | Имя            | Начало полномочий | Конец полномочий | Партия | Партия |
| Министр без портфеля     | Франтишек Яшка | 8 января 1969     | 29 сентября 1969 |        | KSČ    |